# Клонорхоз
Клонорхо́з (англ. clonorchiasis; chinese liver fluke disease, лат. clonorchosis) — хронічний біогельмінтоз із переважним ураженням біліарної системи (жовчних проток) і підшлункової залози. Клонорхоз дуже схожий на опісторхоз, деякі науковці вважають, що ці два гельмінтози слід об'єднати в одну нозологічну форму.

## Історичні факти
Самий ранній запис про хворобу, яка нагадує клонорхоз, відомий від 278 року до нашої ери з китайської провінції Хубей. Але самого збудника виявив аж у 1874 році Джеймс Макконнелл, професор патології і лікар в клініці медичного коледжу в Калькутті. Він провів розтин 20-річного китайського теслі, знайшов збільшену печінку і розширені жовчні протоки, які, як він зазначив, блокувалися «маленькими, темними, червоподібними гельмінтами». Макконнелл порівняв їх з відомими на той момент трематодами і прийшов до висновку, що знайдений ним гельмінт значно відрізнявся від них. Ґрунтовний науковий опис зробив і опублікував Томас Спенсер Кобболд у 1875 році. Він назвав його Distoma sinense. Але у 1876 році, Рудольф Лейкарт назвав його Distomum spithulatum. Кенсу Ішісака описав перший випадок клонорхоза в Японії в 1877 році. Артур Луз у 1907 році створив для цього гельмінта новий рід Clonorchis (від грец. κλώνος — прут / гілка, грец. όρχις — яєчко). Гаруджіро Кобаяші був першим дослідником, що виявив 1991 року коропових риб як другого проміжного хазяїна гельмінта. Масатомо Муто виявив у 1918 році молюсків як першого проміжного хазяїна.

## Актуальність
Трематодози, які передаються харчовими продуктами, включаючи клонорхоз, щороку спричинюють у всьому світі втрату 2 мільйонів років життя через інвалідність і смерть.
Осередки клонорхозу є в окремих регіонах Росії (басейн річки Амур), у країнах традиційного туризму в Південно-Східній Азії (особливо Китай, Північна і Південна Корея, В'єтнамі, Лаос, Таїланд). Ця інвазія чинить значний вплив на здоров'я людей та економіку країн регіону, спричинює цироз печінки і рак жовчних протоків. Міжнародне агентство з вивчення раку (IARC) класифікує збудника клонорхозу як агента групи 1, канцерогенних для людини.

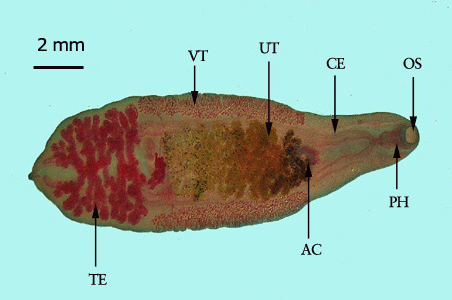
Внутрішня будова дорослої особини Clonorchis sinensis.

## Патогенез

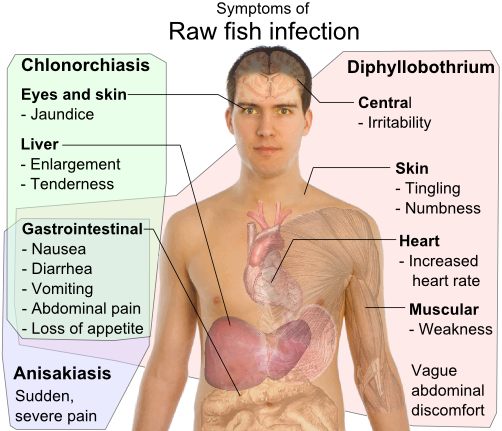
Схема уражень, які спричинюють деякі трематоди. Зеленим зліва позначені клінічні прояви клонорхозу.

### Лабораторно-інструментальна діагностика

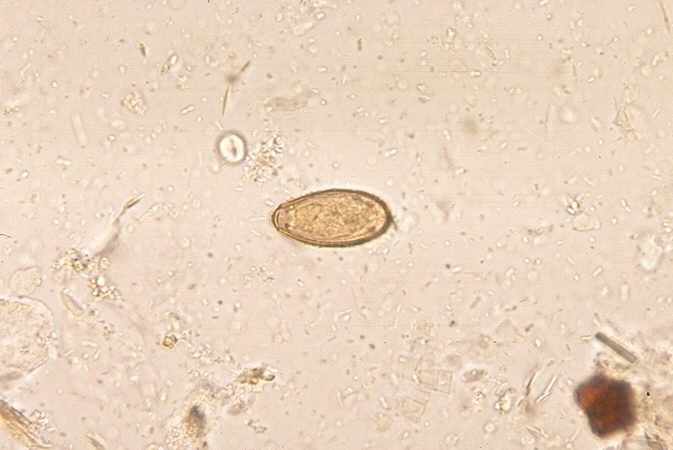
Яйце Clonorchis sinensis в мазку фекалій.

## Етіологія

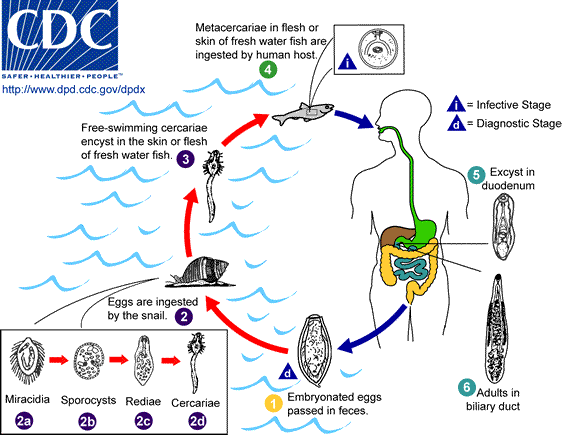
Життєвий цикл збудника клонорхозу.

Збудником клонорхозу є трематода Clonorchis sinensis (синонім — двовустець китайський) роду Clonorchis, родини Opisthorchiidae, надродини Opisthorchioidea. За зовнішнім виглядом нагадує котячого двовустеця Opisthorchis felineus і Opisthorchis viverrini. Тіло гельмінта пласке, завдовжки 10-20 мм, завширшки 2-4 мм, має присоски. Яйця жовто-коричневого забарвлення з кришечкою на одному кінці. Від яєць збудника опісторхозу відрізняється відсутністю шифткоподібного виступу.

## Епідеміологічні особливості